# 巴哥站
巴哥站位于新疆维吾尔自治区哈密市巴哥村，是兰新铁路的一座火车站，等级为五等站，距兰州站1648公里，距乌鲁木齐站244公里，本站及相邻上下行区间均为未电气化区段。本站不办理客货运业务。邮政编码为838202。